# Messier 71
Messier 71 (M71)  även känd som NGC 6838 är en klotformig stjärnhop i stjärnbilden Pilen. Den upptäcktes 1745 av Philippe Loys de Chéseaux och infördes 1780 av Charles Messier i hans katalog över ickekometliknande objekt. Den noterades också av Koehler i Dresden omkring 1775.

## Egenskaper
Stjärnhopen befinner sig ca 13 000 ljusår från jorden och har en bredd av 27 ljusår (8 pc). Den oregelbundna variabelstjärnan Z Sagittae ingår i hopen.
Messier 71 ansågs under låg tid (fram till 1970-talet) vara en tätt packad öppen stjärnhop och klassificerades som sådan av ledande astronomer inom stjärnhopsforskning på grund av att den saknade en tät central komprimering och att dess stjärnor hade fler "metaller" än vad som är vanligt för en gammal klotformig stjärnhop. Dessutom saknar den RR-Lyrae-variabler som är vanliga i de flesta klotformiga hoparna. Modern fotometri har dock upptäckt en kort "horisontell gren" i H-R diagramet, som är karakteristisk för en klotformig stjärnhop. Grenens korthet förklarar bristen på RR Lyrae-variabler och beror på hopens relativt unga ålder på 9-10 miljarder år. Att ta in många eller bara sena serier stjärnor (Population I) förklarar de ingående stjärnorna. Därför betecknas idag Messier 71 som en mycket löst koncentrerad klotformig stjärnhop, ungefär som M68 i Vattenormen. Den har en massa av ca 53 000 solmassor och en ljusstyrka på ca 19 000 gånger solens.

## Galleri

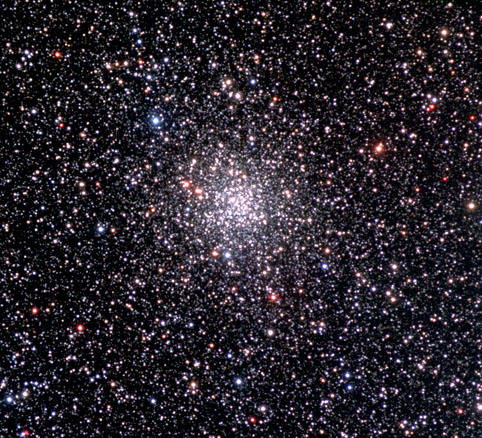
M71 från Calar Alto Observatory 1995, T. Credner and S. Kohle.
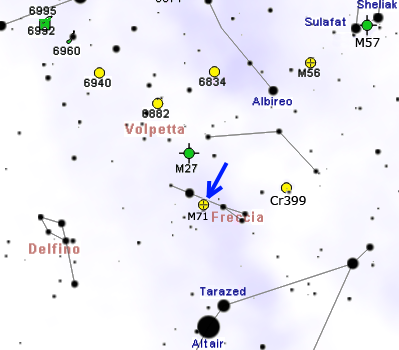
Karta over platsen för M71.